# 推背図

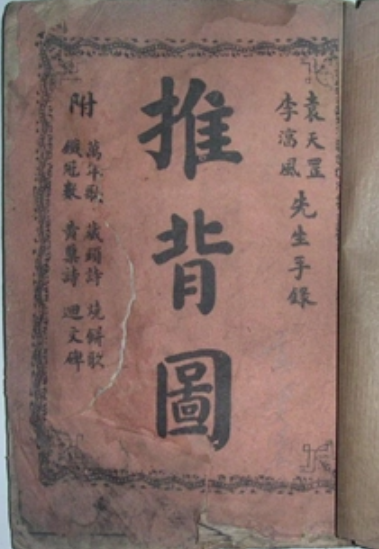
推背图(隶录)

推背図（すいはいず、簡体字：推背图、繁体字：推背圖）は、中国に伝わる讖緯（予言）書。唐の李淳風と袁天罡によるものとされる。
歴代王朝はいずれも不吉な書物を厳禁としてた。流布の過程で絶えず改竄され続けたため本来の姿は失われたとされている。現存の「推背図」には6つの異なるバージョンがあり、内容はそれぞれ違っており、互いに衝突している。伝説では、唐の太宗李世民が大唐国運を推計するために、李淳風と袁天罡に編纂するよう命じたそうです。易経学、天文学、詩詞、なぞなぞ、絵が融合した。「推背図」は中国と世界の歴史を構築しました。「帝制時代―共和時代―大同時代」という歴史観に基づいて、定型的に発展した理論体系です。「推背図」には六十象があり、各象は干支を序号として、主に内容しています。一つの利像、一つの画像、一つの予言と「頌曰」律詩の一つ、全部で四つの部分です。唐の木運から明の火運まで二千年近くかかりました。社会共産共和国の世界大同まで、まもなく重大な社会歴史事件が発生すると予言しました。

## 概要
中国の七大予言書の1つとされている。
書は十干十二支の六十の干支で象徴した六十象からなる。各象には易の卦や図や歌があり、そこから内容を読み解いていく。

## 版本
『推背図』は少なくとも6つの異なる写本が存在する。
1. 彩画明写本、台湾中央研究院蔵
2. 明儷本（無図）、台湾中央図書館
3. 明儷本、シカゴ大学蔵
4. 清初の潘氏八喜楼抄本
5. 清末石印本、シカゴ大学蔵
6. 流行本（すなわち金聖嘆のコメント版）は1860年に円明園を焼いた時に円明園から流出したと言われているが、今日インターネット上に流れているのはこの写本が多い。しかし、この写本はどの図書館や学術機構にも所蔵されていない。

外国語訳本の推背図の種類が多く、内文は統一されておらず、各方面の見解が異なっている。以下は一、二例のみ挙げる。

### 第二象

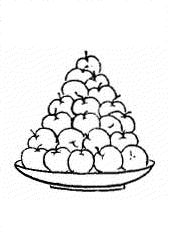
推背図第二象，21隻李在盤上，一李一帝，第5隻李没蒂的為女皇武則天。

【讖曰】
累累碩果， 莫明其数。
一果一仁， 即新即故。
【頌曰】
万物土中生，二九先成実。
一統定中原，陰盛陽先竭。
【金聖嘆批注】
「此象一盤果子即李実也，其数二十一，自唐高祖至昭宣帝凡二十一帝主。二九者指唐祚二百八十九年。陰盛者指武「明空」当国，淫昏乱政，幾危唐代。厥後開元之治雖是媲美貞観，而貴妃召禍，乗輿播遷，女寵代興，夏娣継之，亦未始非陰盛之象。」
易卦卦象：
乙丑 巽下乾上 姤卦

### 第三十九象

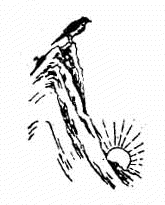
推背図第三十九象，一隻鳥站在石山上，太陽在山脚下露出頭，正在緩緩升起。

【讖曰】
鳥无足，山有月。
旭初升，人都哭。
【頌曰】
十二月中気不和，南山有雀北山羅。
一朝聴得金鶏叫，大海沈沈日已過。
【金聖嘆批注】
此象疑一外夷擾乱中原，必至酉年始得平也。
【図片釈義】
図中一隻鳥站在石山上，太陽在山脚下露出頭，正在緩緩升起。“鳥”立于“山”上，是一个“島”字，指小島。太陽為“日”，指日本。整个図象暗喩“島国日本”崛起。日本後来発動戦争，人人哭。
易卦卦象：
壬寅 震下艮上 頤卦
日本語訳
推背図の39番目の内容の絵には山の上に鳥が立っており、太陽が山のふもとから昇っていきます。
【預言】
山にはガケツバメがおり月が出ていました。太陽が昇ると皆悲しみました。12月中旬には民に不調和がうまれ、南の山にはこの鳥がおり北の山には鳥を捕まえる網がある。どこからか鐘の音が聞こえると海も太陽も沈んでゆく。
[金聖嘆の注釈]
これは、外国の野蛮人が中央平原を乱しており、その年では争いが起きることを示している。
岩山の上に鳥が立っており山の麓からはゆっくりと太陽が昇っているとは、鳥は山にいますが、組み合わせるとこれは「島」を意味する言葉と解釈できる。太陽は「日」で日本を指します。この現象全体が日本国の立場の隆盛を暗示している。日本が戦争を始めると皆が悲しみました。